# Westpreußische Gesellschaft
Die Westpreußische Gesellschaft – Landsmannschaft Westpreußen e. V. ist ein Vertriebenenverband. Sie sieht sich als Vertretung der aus Westpreußen stammenden Deutschen und ihrer Nachkommen. Sie ist Mitglied im Bund der Vertriebenen (BdV).

## Vertretung
Die Westpreußische Gesellschaft vertritt Vertriebene, die aus dem Gebiet beidseits der unteren Weichsel stammen und das nach der ersten Teilung des Königreiches Polen ab 1773 als Provinz Westpreußen dem Königreich Preußen angegliedert wurde. Nach Ende des Ersten Weltkrieges und der Ratifizierung des Friedensvertrages von Versailles musste 1919 der Großteil der mittlerweile zum Deutschen Reich gehörenden Provinz Westpreußen an die Republik Polen abgetreten werden. Nach dem deutschen Überfall auf Polen 1939 wurden die zwanzig Jahre davor abgetretenen Gebiete von den deutschen Besatzungsbehörden völkerrechtswidrig annektiert. Aus letzteren Gebieten, Teilen der Provinz Ostpreußen und der Freien Stadt Danzig wurde daraufhin der Reichsgau Danzig-Westpreußen gebildet. Am Ende des Zweiten Weltkrieges wurde das gesamte Gebiet von der Roten Armee der Sowjetunion befreit. Die sowjetischen Besatzungsbehörden ließen anschließend fast die gesamte deutschsprachige Bevölkerung unter erzwungener nahezu vollständiger Zurücklassung des gesamten mobilen und immobilen Besitzes vertreiben. Die Vertreibung selber war von schweren Kriegsverbrechen sowjetischer Soldaten an der deutschen Zivilbevölkerung begleitet.

## Geschichte

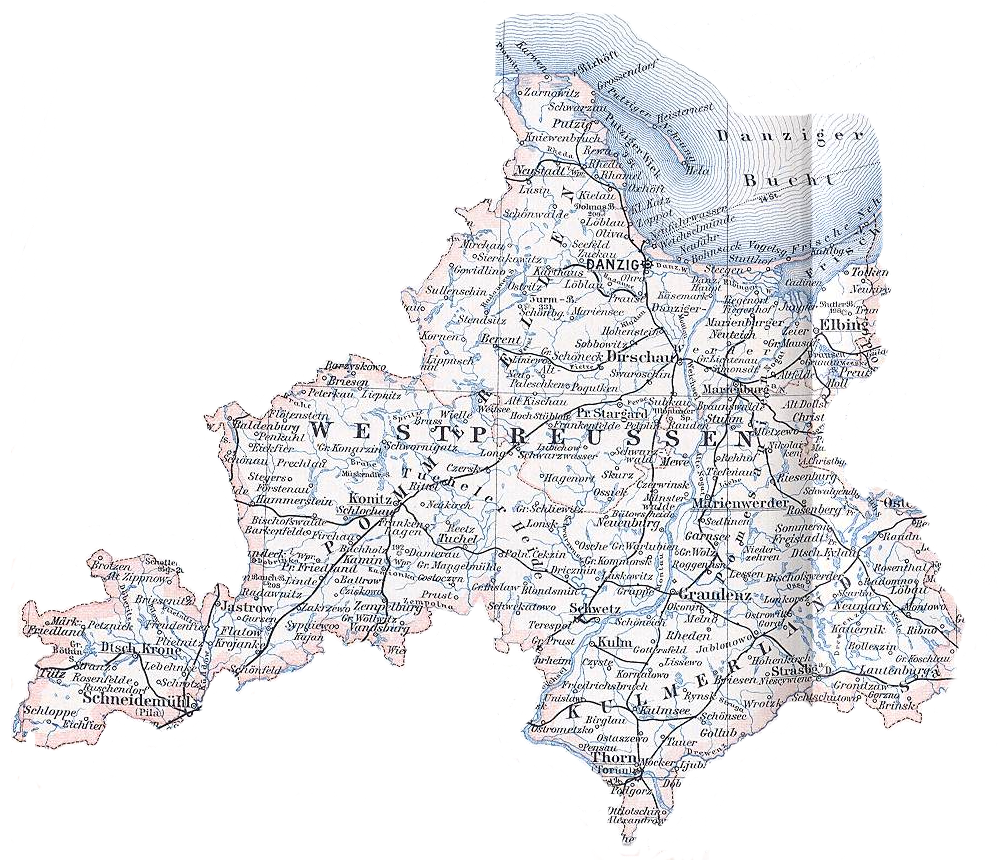
Westpreußen und Danziger Bucht

Lage Westpreußens in Preußen

Die Westpreußische Gesellschaft wurde am 6. April 1949 in Hamburg als Landsmannschaft Westpreußen durch Vertreter aus den westpreußischen Heimatkreisen gegründet. Mit der Wahl ihres ersten Sprechers (Vorsitzenden) war die Hoffnung verbunden, eine Vereinigung mit dem rund drei Jahre vorher gegründeten Bund der Danziger zu erreichen. Das gelang allerdings weder 1949 noch später. Am 18. Juni 1966 wurde ihre erste Satzung verabschiedet, seit dem 29. Januar 1968 ist sie ein eingetragener Verein des deutschen Rechts. Vereinssitz ist Münster. 2018 erfolgte die Umbenennung zur Westpreußischen Gesellschaft.

## Ziele
- Vertretung der Anliegen der aus der ehemaligen Provinz Westpreußen stammenden Deutschen und ihrer Nachkommen im In- und Ausland, sowohl in Bezug auf Staats- und Völkerrecht, als auch der Kultur und sozialen Belange
- Förderung des Heimatbewusstseins
- Förderung von Wissenschaft und Forschung, insbesondere in Bezug auf Preußen und das westpreußische Heimatgebiet
- Förderung der Völkerverständigung mittels Begegnungen zwischen Deutschen und Polen, sowie durch Förderung von Tätigkeiten und Einrichtungen, die dazu bestimmt und geeignet sind, der Völkerverständigung zu dienen
- Förderung des Informationsaustauschs insbesondere über das in Deutschland und dem Ausland liegende Heimatgebiet
- Förderung der Volksbildung durch Veröffentlichungen, Seminare und weitere Veranstaltungen im In- und Ausland
- Sammlung und Erhaltung von Kulturwerten aus dem westpreußischen Heimatgebiet
- Förderung der Denkmalpflege
- Errichtung von Gedenkstätten
- Mitwirkung an der Schaffung eines geeinten Europas

## Vereinsaufbau

Organigramm der Landsmannschaft Westpreußen – Bundesversammlung (Stand: 2009)

Die Westpreußische Gesellschaft hat zwei Organe, die Bundesversammlung sowie den Bundesvorstand. Die Bundesversammlung tagt einmal jährlich. Sie hat mit Ausschüssen und Präsidium eine parlamentsähnliche Struktur, im Sinne des Vereinsrechts stellt sie die Mitgliederversammlung der Westpreußischen Gesellschaft dar. Des Weiteren existiert ein Förderkreis Westpreußen.
Die Westpreußische Gesellschaft gliedert sich in:
- 16 Landesgruppen, entsprechend den deutschen Bundesländern, mit vielen Kreis- und Ortsgruppen,
- die Bundesgruppe Westpreußischer Frauen,
- 26 Heimatkreisgemeinschaften, entsprechend den historischen Stadt- und Landkreisen der Provinz Westpreußen
- 7 sonstige Organisationen, nämlich
  - die Artushof-Vereinigung e. V. (Thorn),[3] Herausgeberin der „Thorner Nachrichten“
  - die Bidegast-Vereinigung e. V. (Bromberg), ehemals Herausgeberin der bis April 2012 erscheinenden Zeitschrift „Bromberg“
  - die Copernicus-Vereinigung für Geschichte und Landeskunde Westpreußens e. V.
  - die Kulturstiftung Westpreußen (ehemals Erik-von-Witzleben-Stiftung), Trägerin des Westpreußischen Landesmuseums
  - die Truso-Vereinigung e. V. (Elbing)
  - der Verein zur Förderung der Westpreußischen Jugend
  - der Jugend- und Studentenbund Danzig-Westpreußen.

## Bundessprecher
- 1949: Gerhard Gülzow (1904–1980), Oberkonsistorialrat
- 1949–1956: Erik von Witzleben (1884–1958), Gutsbesitzer
- 1956–1960: Hans Joachim Kohnert (1905–1972), hochrangiger NS-Funktionär, Landwirt und Kaufmann[4]
- 1960–1962: Walther Kühn (1892–1962), Regierungspräsident a. D., MdB
- 1962–1967: Paul Pockrandt (1888–1970), Regierungsveterinärrat i. R.[5]
- 1967–1972: Ernst Coelle (1898–1990), Rittergutsbesitzer[6]
- 1972–1978: Felician Antonius Prill (1904–1981), Botschafter a. D.[7]
- 1978–1999: Odo Ratza (1919–2002), Brigadegeneral a. D.
- 1999–2009: Siegfried Sieg, Rektor a. D.
- 2009–2011: Sibylle Dreher, Präsidentin des Frauenverbandes im Bund der Vertriebenen
- 2011–2018: Ulrich Bonk, Landesobmann, Landesgruppe Hessen
- seit 2018: Erik Fischer, Professor für Musik- und Medienwissenschaft an der Universität Bonn (bis 2014)

## Veranstaltungen und Publikationen
Die Westpreußische Gesellschaft veranstaltet am vierten Septemberwochenende eines jeden Jahres den Westpreußen-Kongress in Warendorf mit Simultanübersetzung Polnisch-Deutsch / Deutsch-Polnisch.
Das Bundesorgan der Westpreußischen Gesellschaft ist die monatlich erscheinende Zeitung Der Westpreuße – Unser Danzig. Die Landsmannschaft gibt ferner jährlich das Westpreußen-Jahrbuch heraus und ist Inhaberin des Westpreußen-Verlages mit Sitz ebenfalls in Münster.